# Carl Anton Eduard Lorent
Carl Anton Eduard Lorent (* 10. April 1809 in Bremen; † 23. Januar 1886 in Bremen) war ein deutscher Mediziner und Direktor der Krankenanstalten in Bremen.

## Biografie

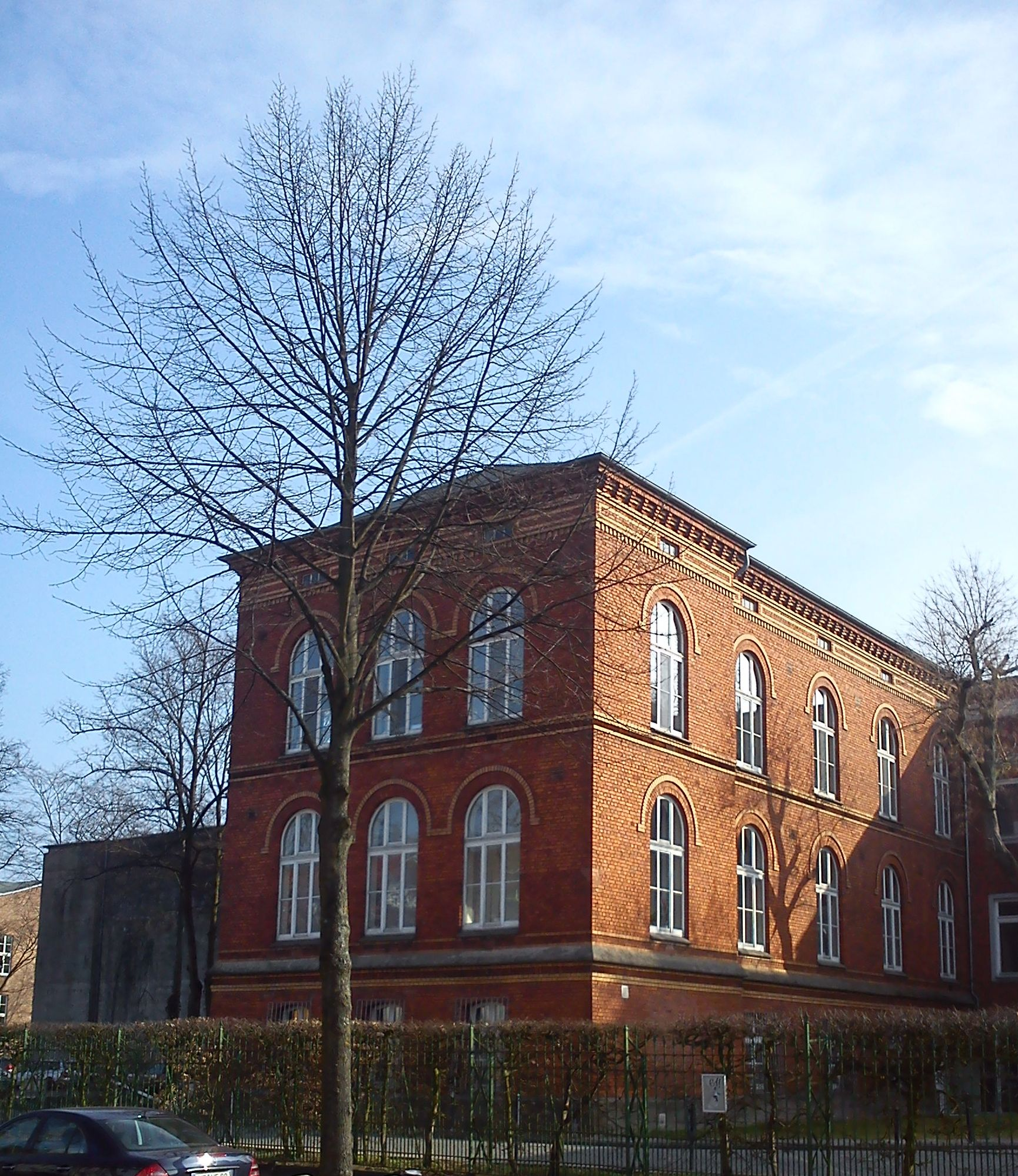
Altes Klinikgebäude von 1851, Sankt-Jürgen-Straße

Lorents Eltern starben, als er noch sehr jung war. Er wurde in Bückeburg von Prinzessin Amalie erzogen. Er studierte Medizin an der Universität Göttingen, der Universität Heidelberg, der Universität Wien und der Universität München sowie in Zürich und Paris. Er war dann als Assistent an der Irrenanstalt der Abtei St. Michael (Siegburg) beschäftigt, wo er zur Behandlung psychischer Erkrankungen, die seiner Ansicht nach durch frühzeitige und langjährige „Onanie“ hervorgerufen worden seien, laue und kalte Regenbäder empfohlen hatte.
1835 kehrte er nach Bremen zurück und gründete eine Praxis. Er schrieb Beiträge für medizinische Zeitschriften und ordnete die Bibliothek des ärztlichen Vereins. Er unterstützte die Gründung einer Kinderklinik in Bremen. Auch gründete er den Verein für das öffentliche Gesundheitswesen. Durch dieses Wirken konnte ein größeres Verständnis für die gesundheitlichen Einrichtungen in Bremen erreicht werden: Die städtische Kanalisation wurde verbessert, Wasserleitungen entstanden und ein Schlachthof konnte in Betrieb gegen. 
Lorent wurde in der Nachfolge von Daniel Eduard Meier 1855 ärztlicher Direktor der Allgemeinen Krankenanstalt an der seit 1865 so bezeichneten Sankt-Jürgen-Straße in Bremen. Er gab seine private Praxis auf und wurde 1864 Leiter der Krankenanstalt. Er bemühte sich um die Gründung eines Krankenhauses für die Bremer Diakonie, das erst von 1878 bis 1880 mit 45 Betten an der Fichtenstraße entstand. Lorent hat das Bremer Gesundheitswesen entscheidend ausgebaut und verbessert.
Er war Mitglied der Gesellschaft Deutscher Naturforscher und Ärzte.
Familie
Lorent heiratete 1839 Hermine Margarethe Wilhelmine von Lengerke (1820–1895).
Ehrungen
Die Lorentstraße in Bremen-Hemelingen, Ortsteil Sebaldsbrück, wurde nach ihm benannt.

## Werke
- Biographische Skizzen verstorbener bremischer Aerzte und Naturforscher. Eine Festgabe für die zwei und zwanzigste Versammlung Deutscher Naturforscher und Aerzte zu Bremen. Johann Georg Heyse, Bremen 1844, online bei archive.org.